# 華潤勵致
華潤勵致有限公司 (除牌前：1193.HK) ，是在1987年成立，當時生產辦公室家俱產品。曾是華潤創業旗下公司，是在1994年上市。但由於香港市道不景。於是收購半導體股權。以開拓電子業務，在2008年由華潤燃氣取代上市。

## 連結
- 華潤勵致有限公司 （页面存档备份，存于）